# Корниш-рекс
Корниш-рекс (англ. Cornish Rex) — порода домашних кошек, относящаяся к короткошёрстной группе. Основной отличительной особенностью их экстерьера является шерсть. Она не имеет остевых волосков, а подшёрсток завит в плотную волну, напоминающую по структуре каракуль. CRX по классификации FIFE.

## Название породы
Первое слово названия породы кошек указывает на место их появления — в графстве Корнуолл (Англия). Второе слово — рекс (англ. Rex), общее для названий всех кошек с волнистой шерстью, было заимствовано у породы кроликов. Другие внешне похожие породы — девон-рекс, немецкий рекс, уральский рекс и селкирк рекс. Все они появились независимо друг от друга и по каждой проводится самостоятельная селекция.

## История породы
Начало породы было положено на кроличьей ферме мисс Эннисмор в 1950 году котом по кличке Каллибункер (англ. Kallibunker). Причиной возникновения его волнистой шерсти была генная мутация. Впервые корниши официально были признаны породой в 1967 году в Англии. С 1957 года они разводятся в США, где были классифицированы в 1979 году и получили признание фелинологических федераций. К 1983 году корниш-рексы получили стандарты породы во всех фелинологических ассоциациях мира, отдельные стандарты, отличные от CFA, есть в федерациях WCF и FIFe.
За кучерявую шерсть этой породы отвечает рецессивный ген. Поэтому, для предотвращения проблем инбридинга были использованы другие породы — сиамская кошка и домашняя кошка. Британская короткошёрстная и бурманская кошка, также использовавшиеся для селекции, впоследствии[когда?] были исключены из разведения. Скрещивание корниш-рексов с другими породами в настоящее время запрещено.

## Внешний вид

### Стандарт породы по версии федерации CFA[3]
Отличается от других пород исключительно мягкой волнистой шерстью и специфическим типом. Неожиданно тяжелая и горячая при прикосновении кошка. Все контуры плавно изогнуты
Голова относительно маленькая, яйцеобразной формы. В длину на треть больше, чем в ширину. Профиль представляет собой две слабовыпуклые дуги. Лоб округлен, переход к носу ровный или умеренно обозначен. Мордочка в области подушек вибрисс обозначенная, слегка сужающаяся, округленная. В анфас и профиль голова имеет слегка изогнутые линии, придающие ей овальные очертания. Нос «римский» с горбинкой, с высокой спинкой, длина его составляет треть от общей длины головы. Кончик носа и подбородок на одной вертикальной линии. Скулы высокие, не выдающиеся, но рельефные, словно выточенные. губы сухие. плотно прилегающие к деснам.
Глаза от средней до большой величины, овальные, чуть косо поставлены, широко расставлены. Цвет насыщенный, в соответствии с окрасом.
Уши поставлены так, что продолжают линии клина. Большие, высоко и прямо поставлены, производят впечатление настороженных.
Тело и конечности размер от мелкого до среднего, длинный, не трубообразный корпус, грудная клетка и бока мускулистые и тяжеловаты в пропорции к телу. Грудная кость выражена, образует выступающий киль. Спина естественно выгнута, нижняя часть тела (линия живота и паха) повторяет линию изгиба спины. Плечи хорошо развиты, круп округлый, мускулистый. Ноги очень высокие, стройные. Бедра мускулистые, тяжеловатые в пропорции к телу. Кошка выглядит высоконогой. Лапки изящные, почти овальные.
Хвост длинный тонкий, равномерно сужается к кончику, очень гибкий и подвижный.
Шерсть короткая, мягкая, нежная, шелковистая, сравнительно густая и плотная. Лишена покровного и грубого остевого волоса. Лежит равномерными волнами, плотно прилегающая, направлена от верха головы вдоль спины, по бокам и бедрам к кончику хвоста. Величина и глубина волн довольно изменчивы. Шерсть на нижней части шеи, груди животе короткая и волнистая. Температура тела у корниш-рексов немного выше, чем у остальных кошек.

### Недостатки и дисквалифицирующие признаки
Недостатки:
Залысины.
Невыраженная текстура шерсти.
Низко посаженные уши
Рыхлое строение морды
Дисквалификация:
Наличие остевой шерсти.
Жесткая шерсть.
отсутствие шерсти, неравномерные проплешины.
Волос внутри уха.
Коренастое, тяжелое строение тела

## Содержание и разведение
Корниш-рексы — это исключительно домашние кошки. Они легки в содержании и не подвержены наследственным заболеваниям. Отмечается их склонность к перееданию, поэтому необходимо ограничивать количество кошачьего корма. Из-за малых размеров подушечек лап кошки не могут полностью убирать когти и они требуют регулярной стрижки или наличия когтеточки. Эта порода не любит холода и сквозняков. Разведение корнишей можно начинать после 1 года жизни. Коты и кошки темпераментны и плодовиты.

## Аллергия на кошек
Есть мнение о том, что на кошек породы корниш-рекс не возникает аллергия. К этому мнению надо относиться с осторожностью. У пациентов с выявленной аллергией на корниш-рексов также присутствует аллергия на другие породы, в меньшей степени симптомы проявляются только при контактах с кошками пород без шерсти, например сфинксами. Короткий подшерсток или отсутствие шерстяного покрова гораздо меньший аллерген, чем, например, длинная ость мейн-куна, однако аллергию у человека могут вызывать ферменты кожных желез или кошачья слюна.